# Giovanni II di Kleve
Giovanni II di Kleve, detto il Procreatore (Kleve, 13 aprile 1458 – 15 marzo 1521), è stato un nobile tedesco, duca di Kleve dal 1481 al 1521, nonché nonno di Anna di Kleve, quarta moglie di Enrico VIII d'Inghilterra.

## Biografia
Era figlio di Giovanni I di Kleve e di Elisabetta di Nevers.
Ereditò il ducato di Kleve alla morte del padre avvenuta il 5 settembre 1481.
Sposò il 3 novembre 1489 la sedicenne Matilde d'Assia. Dal matrimonio nacquero tre figli.

## Discendenza
Giovanni e Matilde ebbero i seguenti figli:
- Giovanni (1490-1539), padre della regina d'Inghilterra Anna di Cleve;
- Anna (1495-1567), che sposò il conte Filippo III di Waldeck-Eisenberg;
- Adolfo (1498-1525).

Oltre ciò, Giovanni era ritenuto padre di almeno 63 figli illegittimi, nati prima del suo matrimonio, che gli valsero il soprannome di "Procreatore".

## Ascendenza
|                       |                   |                              | Genitori                     |  |  | Nonni |  |  | Bisnonni           |  |  | Trisnonni         |  |
|                       |                   |                              |                              |  |  |       |  |  | Adolfo III di Mark |  |  | Adolfo II di Mark |  |
|                       |                   |                              |                              |  |  |       |  |  | Adolfo III di Mark |  |  | Adolfo II di Mark |  |
|                       |                   | Margherita di Kleve          |                              |  |  |       |  |  | Adolfo III di Mark |  |  |                   |  |
| Adolfo I di Kleve     |                   |                              |                              |  |  |       |  |  | Adolfo III di Mark |  |  |                   |  |
|                       |                   | Margherita di Berg           | Gerardo di Berg              |  |  |       |  |  |                    |  |  |                   |  |
|                       |                   | Margherita di Berg           | Gerardo di Berg              |  |  |       |  |  |                    |  |  |                   |  |
|                       |                   | Margherita di Berg           | Margherita di Ravensberg     |  |  |       |  |  |                    |  |  |                   |  |
| Giovanni I di Kleve   |                   | Margherita di Berg           |                              |  |  |       |  |  |                    |  |  |                   |  |
|                       |                   | Giovanni di Borgogna         | Filippo II di Borgogna       |  |  |       |  |  |                    |  |  |                   |  |
|                       |                   | Giovanni di Borgogna         | Filippo II di Borgogna       |  |  |       |  |  |                    |  |  |                   |  |
|                       |                   | Giovanni di Borgogna         | Margherita III delle Fiandre |  |  |       |  |  |                    |  |  |                   |  |
| Maria di Borgogna     |                   | Giovanni di Borgogna         |                              |  |  |       |  |  |                    |  |  |                   |  |
|                       |                   | Margherita di Baviera        | Alberto I di Baviera         |  |  |       |  |  |                    |  |  |                   |  |
|                       |                   | Margherita di Baviera        | Alberto I di Baviera         |  |  |       |  |  |                    |  |  |                   |  |
|                       |                   | Margherita di Baviera        | Margherita di Brieg          |  |  |       |  |  |                    |  |  |                   |  |
| Giovanni II di Kleve  |                   | Margherita di Baviera        |                              |  |  |       |  |  |                    |  |  |                   |  |
|                       | Filippo di Nevers | Filippo II di Borgogna       |                              |  |  |       |  |  |                    |  |  |                   |  |
|                       | Filippo di Nevers | Filippo II di Borgogna       |                              |  |  |       |  |  |                    |  |  |                   |  |
|                       | Filippo di Nevers | Margherita III delle Fiandre |                              |  |  |       |  |  |                    |  |  |                   |  |
| Giovanni II di Nevers | Filippo di Nevers |                              |                              |  |  |       |  |  |                    |  |  |                   |  |
|                       |                   | Bona d'Artois                | Filippo d'Artois             |  |  |       |  |  |                    |  |  |                   |  |
|                       |                   | Bona d'Artois                | Filippo d'Artois             |  |  |       |  |  |                    |  |  |                   |  |
|                       |                   | Bona d'Artois                | Maria di Berry               |  |  |       |  |  |                    |  |  |                   |  |
| Elisabetta di Nevers  |                   | Bona d'Artois                |                              |  |  |       |  |  |                    |  |  |                   |  |
|                       |                   | Raoul III d'Ailly            | Baudouin d'Ailly             |  |  |       |  |  |                    |  |  |                   |  |
|                       |                   | Raoul III d'Ailly            | Baudouin d'Ailly             |  |  |       |  |  |                    |  |  |                   |  |
|                       |                   | Raoul III d'Ailly            | Jeanne de Rayneval           |  |  |       |  |  |                    |  |  |                   |  |
| Jacqueline d'Ailly    |                   | Raoul III d'Ailly            |                              |  |  |       |  |  |                    |  |  |                   |  |
|                       |                   | Jacqueline de Béthune        | Robert VIII de Béthune       |  |  |       |  |  |                    |  |  |                   |  |
|                       |                   | Jacqueline de Béthune        | Robert VIII de Béthune       |  |  |       |  |  |                    |  |  |                   |  |
|                       |                   | Jacqueline de Béthune        | Isabella van Gistel          |  |  |       |  |  |                    |  |  |                   |  |
|                       |                   | Jacqueline de Béthune        |                              |  |  |       |  |  |                    |  |  |                   |  |